# Ishar (seria)
Ishar – seria komputerowych gier fabularnych wydanych na Atari ST, Atari Falcon, Amigę i komputery osobiste przez firmę Silmarils. Pierwowzorem serii była gra Crystals of Arborea (1990), która chronologicznie poprzedza wątki z Ishara. W ramach głównej serii zostały wydane: Ishar: Legend of the Fortress (1992), Ishar 2: Messengers of Doom (1993) oraz Ishar 3: The Seven Gates of Infinity (1994).